# Roger Sibille
Roger Sibille (Cognet, 17 de abril de 1956) es un expiloto de motociclismo francés, que compitió en el Campeonato del Mundo de Motociclismo entre 1980 y 1983.

## Biografía
Su carrera en el mundo del motociclismo se inicia en el cuando queda segundo en la carrera de Taneron con una Yamaha 350 RD en 1974. En 1977, ya queda segundo en el Campeonato de Francia por detrás de Franck Gross. Los siguientes dos años, siguió con esa Yamaha pero la falta de patrocinadores no le permitió conseguir cotas mayores. No sería hasta 1980 cuando la compañía suiza  RMO me confió un presupuesto que me permitió comprar una nueva TZ, que le permite acabar segundo en los 100 km de Castellet (por detrás de Guy Bertin), y por fin poder debutar en el Campeonato del Mundo de Motociclismo participando en el Gran Premio de Francia de 250cc donde acaba octavo.
Después de la tragedia de Rijeka del GP de Yugoslavia de 1983 (donde fallece el piloto suizo Rolf Rüttimann), Roger renuncia a la velocidad para correr en resistencia con el equipo Eurac. Terminará en tercer lugar de las 24 horas de Le Mans con sus compañeros de equipo Jean Monnin y Christian Berthod. En 1984 se unió al equipo Godier Genoud para pilotar en la liga de producción de Francia. Hizo una gran temporada y terminó subcampeón de Francia detrás de Pierre-Etienne Samin (también en Godier Genoud).
Hoy asesora a su hijo Kevin, que compite en Francia Champion Superbike, categoría 600.

## Resultados en el Campeonato del Mundo
Sistema de puntuación desde 1969 hasta 1987:
| Posición | 1.º | 2.º | 3.º | 4.º | 5.º | 6.º | 7.º | 8.º | 9.º | 10.º |
| Puntos   | 15  | 12  | 10  | 8   | 6   | 5   | 4   | 3   | 2   | 1    |

### Carreras por año
(Carreras en negrita indica pole position, carreras en cursiva indica vuelta rápida)
| Año  | Cat.  | Equipo | Moto    | 1       | 2       | 3       | 4       | 5       | 6       | 7       | 8      | 9       | 10      | 11     | 12      | 13     | Pts. | Pos. |
| ---- | ----- | ------ | ------- | ------- | ------- | ------- | ------- | ------- | ------- | ------- | ------ | ------- | ------- | ------ | ------- | ------ | ---- | ---- |
| 1980 | 250cc | Yamaha | NAT -   | ESP -   | FRA 8   | FRA 8   | NED Ret | BEL 29  | FIN 14  | GBR Ret | CZE -  | GER -   |         |        |         |        | 6    | 23.º |
| 1981 | 250cc | Yamaha | ARG 11  |         | GER 18  | NAT Ret | FRA 6   | ESP Ret |         | NED DNQ | BEL 16 | RSM DNQ | GBR Ret | FIN 17 | SWE DNQ | CZE 5  | 11   | 19.º |
| 1981 | 350cc | Yamaha | ARG Ret | AUT Ret | GER 6   | NAT Ret |         |         | YUG Ret | NED 16  |        |         | GBR 25  | FIN 17 |         | CZE 15 | 5    | 22.º |
| 1982 | 350cc | Yamaha | ARG -   | AUT Ret | FRA Ret |         | NAT Ret | NED 14  |         |         | GBR 29 |         | FIN 10  | CZE 15 |         | GER 8  | 4    | 26.º |
| 1983 | 250cc | Yamaha | RSA -   | FRA -   | NAT -   | GER Ret | ESP -   | AUT -   | YUG -   | NED -   | BEL -  | GBR -   | SWE -   | RSM -  |         |        | 0    | -    |